# Ole Østervold
Ole Olai Olsen Østervold (Austevoll, Hordaland, 14 d'octubre de 1872 - Austevoll, Hordaland, 25 de desembre de 1936) va ser un regatista noruec que va competir a començaments del segle xx. Era germà dels també regatistes Henrik, Jan i Kristian Østervold.
El 1920 va prendre part en els Jocs Olímpics d'Anvers, on va guanyar la medalla d'or en els 12 metres (1907 rating) del programa de vela, a bord de l'Atlanta.